# Dietmar Nöckler
Dietmar Nöckler (Brunico, 29 settembre 1988) è un fondista italiano.

## Biografia

### Stagioni 2007-2014
Nöckler, originario di Brunico, ha debuttato in campo internazionale in occasione dei Mondiali juniores di Tarvisio 2007 e ha preso parte per la prima volta a una gara del circuito della Coppa del Mondo il 13 febbraio 2009, quando si è classificato 40º nella sprint a tecnica libera di Valdidentro.
Ha esordito ai Campionati mondiali a Val di Fiemme 2013, piazzandosi 18º nella 50 km, 35º nella sprint, 28º nello skiathlon e 4º nella staffetta, e ai Giochi olimpici invernali a Soči 2014, dove si è classificato 32º nella 15 km, 37º nella sprint, 11º nella sprint a squadre e 5º nella staffetta.

### Stagioni 2015-2025
Il 18 gennaio 2015 ha colto a Otepää il primo podio in Coppa del Mondo, classificandosi al 3º posto nella sprint a squadre a tecnica libera disputata assieme a Federico Pellegrino. Ai successivi Mondiali di Falun 2015 nella medesima specialità ha vinto la medaglia di bronzo, sempre assieme a Pellegrino, classificandosi inoltre 6º nella staffetta e 12º nella 50 km. Il 17 gennaio 2016 ha ottenuto a Planica la prima vittoria in Coppa del Mondo, inponendosi nella sprint a squadre a tecnica libera assieme a Pellegrino.
L'anno dopo ai Mondiali di Lahti 2017 ha vinto la medaglia d'argento, ancora nella sprint a squadre assieme a Pellegrino, e si è classificato 24º nella 15 km e 8º nella staffetta. Ai XXIII Giochi olimpici invernali di Pyeongchang 2018 si è classificato 21º nella 50 km, 37º nello skiathlon, 5º nella sprint a squadre e non ha completato la 15 km; ai Mondiali di Planica 2023 si è piazzato 20º nella 50 km e 9º nella staffetta e a quelli di Trondheim 2025 è stato 16º nella 10 km.

## Palmarès

### Mondiali
- 2 medaglie:
  - 1 argento (sprint a squadre a Lahti 2017)
  - 1 bronzo (sprint a squadre a Falun 2015)

### Coppa del Mondo
- Miglior piazzamento in classifica generale: 37º nel 2015
- 7 podi (a squadre):
  - 3 vittorie
  - 1 secondo posto
  - 3 terzi posti

#### Coppa del Mondo - vittorie
| Data            | Località | Nazione  | Spec.                                                                   |
| --------------- | -------- | -------- | ----------------------------------------------------------------------- |
| 17 gennaio 2016 | Planica  | Slovenia | TS TL (con Federico Pellegrino)                                         |
| 14 gennaio 2018 | Dresda   | Germania | TS TL (con Federico Pellegrino)                                         |
| 5 febbraio 2023 | Dobbiaco | Italia   | 4x7,5 km (con Francesco De Fabiani, Simone Daprà e Federico Pellegrino) |

Legenda:

TS = sprint a squadre

TL = tecnica libera

### Campionati italiani
- 2 medaglie:
  -  1 argento (50 km TL nel 2014)
  -  1 bronzo (sprint TL nel 2013)[senza fonte]